# Dennis Hall
Dennis William Hall (Milwaukee, 5 febbraio 1971) è un lottatore statunitense, specializzato nella lotta greco-romana.

## Biografia
Rappresentò la Stati Uniti a tre edizioni dei Giochi olimpici estivi: Barcellona 1992, Atlanta 1996 e Atene 2004, vincendo la medaglia d'argento nel torneo dei -57 kg dell'edizione statunitense. Fu campione iridato ai mondiali di Praga 1995 e vicempione a Tampere 1995.

## Palmarès
- Giochi olimpici

Atlanta 1996: argento nei -57 kg;
- Mondiali

Tampere 1995: bronzo nei -57 kg;
Praga 1995: oro nei -57 kg;
- Giochi panamericani

Mar del Plata 1995: oro nei 57 kg;
Winnipeg 1999: oro nei 58 kg;
- Campionati panamericani

Cali 2000: oro nei 58 kg;